# William Gull

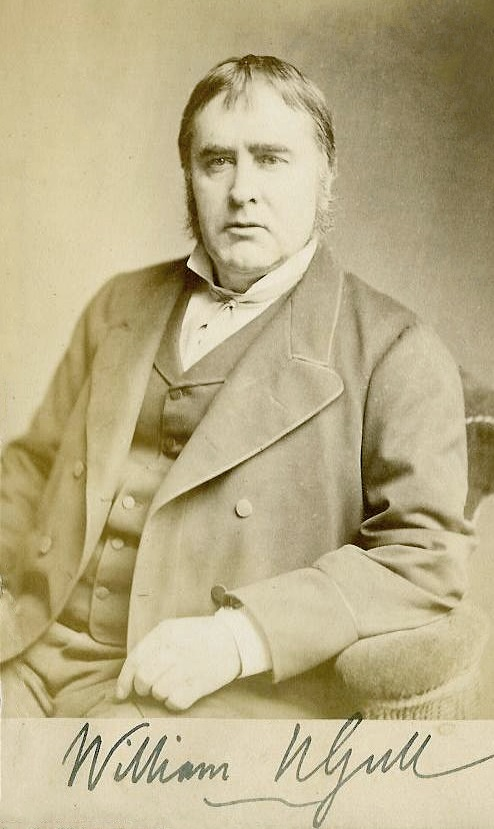
William Gull

William Withey Gull, 1st Baronet of Brook Street (31 december 1816 – 29 januari 1890) was een Engels arts. Gull gebruikte voor het eerst de benaming 'anorexia hysterica' voor wat later als anorexia nervosa bekend werd. Ook het syndroom van Gull-Sutton is naar hem vernoemd.
Hij staat vooral bekend om zijn werk op het gebied van pathologie, neurologie en endocrinologie, en zijn nauwe banden met de Britse koninklijke familie. Hij was ook een bekwaam kunstenaar en musicus, en zijn hobby's omvatten schilderen, piano spelen en muziek componeren.

## Vroege leven en opleiding
Gull werd geboren op 31 december 1816 in Colchester, Essex, als zoon van een predikant. Hij studeerde geneeskunde aan de Universiteit van Londen en behaalde in 1841 zijn medische graad. Na zijn afstuderen werd hij assistent-arts in het Guy's Hospital in Londen, waar hij zich specialiseerde in pathologie en anatomie. In 1846 werd hij benoemd tot hoogleraar in de fysiologie aan het Guy's Hospital.

## Carrière
Gull maakte naam als een van de meest vooraanstaande artsen van zijn tijd. Hij was betrokken bij de ontwikkeling van de moderne pathologie en stond bekend om zijn werk op het gebied van ziekteclassificatie. Hij was een van de oprichters van de Epidemiological Society of London en was in 1887 president van de Royal College of Physicians.
Gull was ook betrokken bij de medische zorg voor de Britse koninklijke familie. Hij behandelde koningin Victoria en haar familie en stond bekend om zijn discretie en professionaliteit. Het gerucht gaat dat hij betrokken was bij de behandeling van prinses Alice, de tweede dochter van koningin Victoria, voor een zenuwziekte.
In 1872 werd Gull benoemd tot baronet. Hij bleef tot aan zijn dood actief als arts en was nog steeds hoogleraar aan het Guy's Hospital. Hij overleed op 29 januari 1890 in Londen.

## Nalatenschap
Gull wordt herinnerd als een van de grootste artsen van zijn tijd. Zijn werk op het gebied van pathologie en neurologie legde de basis voor de moderne medische diagnostiek. Hij was ook een belangrijke figuur in de ontwikkeling van de epidemiologie als wetenschap. Zijn bijdrage aan de medische zorg voor de Britse koninklijke familie heeft zijn reputatie verder vergroot.
Gull staat ook bekend om zijn beschrijving van anorexia nervosa als een klinische aandoening. Hij was de eerste die de term "anorexia nervosa" gebruikte om de aandoening te beschrijven die hij had geobserveerd bij een aantal jonge vrouwen die zichzelf uithongerden. Zijn beschrijving van deze aandoening was een belangrijke stap in de erkenning van eetstoornissen als klinische aandoeningen.
Naast zijn medische werk was Gull ook een getalenteerde kunstenaar. Hij schilderde portretten en landschappen en zijn werk is tentoongesteld in verschillende musea, waaronder de Royal Academy of Arts. Hij was ook een bekwaam musicus en componeerde verschillende stukken voor de piano.
In 1976 werd Gull door de schrijver Tom Stoppard vereeuwigd in het toneelstuk "Travesties". Het personage van Gull wordt gepresenteerd als een excentrieke maar briljante arts en wetenschapper die betrokken is bij een ingewikkelde reeks gebeurtenissen die zich afspelen in Zürich tijdens de Eerste Wereldoorlog.